# ららら♪クラシック
『ららら♪クラシック』は、2012年4月1日から2021年3月26日まで、NHK教育テレビジョン（NHK Eテレ）で放送されていたクラシック音楽番組。2013年度より字幕放送実施。

## 概要
クラシック初心者にも分かりやすく楽しめるように、演奏家、作曲家、音楽の舞台となった「町」などにスポットを当てて、テーマとして取り上げられた作曲家や楽曲に関係があるようなないような俳優、芸人、アイドルといったゲストと一緒に民放のバラエティ番組のようなテイストでクラシックの魅力を探る。
2011年12月25日にパイロット版を放送。2012年度より、約32年続いたクラシック音楽番組「N響アワー」の後番組として日曜日の21:00より1時間枠でスタートした（NHK交響楽団結団85周年であったため、月1回程度「N響スペシャル」（エヌきょうスペシャル）と題して、NHK交響楽団の演奏会の中継の他、過去に行われた演奏のライブラリー紹介も行われた）。
2013年度より、同時間帯に「クラシック音楽館」がスタートし、放送曜日が土曜日に変更され、放送時間も21:30から22:00までの30分枠となった。
2017年度より、同じくNHK Eテレで放送されている「ウワサの保護者会」と入れ替わる形で放送曜日が土曜日から金曜日へ変更になったほか、司会やナレーションなどが大幅にリニューアルされた。
また、番組で紹介された名曲を、生演奏で楽しんでもらうことを目的に「ららら♪クラシックコンサート」を開催している。
稲垣吾郎は「欠かさずに観るテレビ番組は？」という質問に本番組を挙げている。
2021年3月を以って、9年間の歴史に幕を閉じた。Eテレのクラシック音楽番組の系譜は、木曜日22時台に立ち上げられる「クラシックTV」に継承された。

## 放送時間
日本標準時 (JST)
- 2012年度[7]
  - 本放送：毎週日曜日 21:00 - 22:00
- 2013年度 - 2014年度[8][9]
  - 本放送：毎週土曜日 21:30 - 22:00
  - 再放送：翌週月曜日 10:25 - 10:55
- 2015年度 - 2016年度[10][11]
  - 本放送：毎週土曜日 21:30 - 22:00
  - 再放送：翌週木曜日 10:25 - 10:55
- 2017年度 - 2018年度
  - 本放送：毎週金曜日 21:30 - 22:00
  - 再放送：翌週木曜日 10:25 - 10:55
- 2019年度 - 2020年度
  - 本放送：毎週金曜日 21:00 - 21:30
  - 再放送：翌週木曜日 10:25 - 10:55

## 司会
- 石田衣良（2012年4月1日 - 2017年4月6日）
- 加羽沢美濃（2012年4月1日 - 2017年4月6日）
- 高橋克典（2017年4月7日 - 2021年3月26日）
- 牛田茉友（2017年4月7日 - 2019年4月4日）
- 石橋亜紗（2019年4月5日 - 2021年3月26日）

## ナレーション
- 服部伴蔵門（2012年4月1日 - 2017年4月6日）
- 勝生真沙子（2017年4月7日 - 2021年3月26日）

## テーマ曲
現在
- ビゼー ハバネラ

過去
- グリーグ、プッチーニ　私のお父さん、ヘンデル　ハープ協奏曲